# Martina Bobrovská
Martina Bobrovská, coniugata Greplová (Brno, 10 settembre 1970), è un'ex cestista ceca, fino al 1992 cecoslovacca.

## Carriera
Con la Rep. Ceca ha disputato tre edizioni dei Campionati europei (1995, 1997, 1999).